# Ley de Petty-Clark
La ley de Petty-Clark es una ley económica que propone que, en la medida que el progreso técnico reduce los costos de transporte, el mercado para bienes no agrícolas se ampliará, lo que induce la reasignación de la mano de obra de la agricultura a actividades no agrícolas.
Posteriormente Colin Clark  concluyó que una de  las formas principales en que se manifiesta el progreso económico es en la continua transferencia de trabajo del sector primario al secundario, y de éste al terciario. Posteriormente se abandonó esa terminología para sustituirlo por la de sector agrícola, industrial y de servicios.(ver Hipótesis de los tres sectores) 
Ambas propuestas son generalmente consideradas en conjunto (ley de Petty-Clark) y se entienden como implicando que el mecanismo propuesto da origen a transformaciones estructurales que debilitan a las fuerzas de dispersión social originada en las economías básicamente agrícolas y fortalecen las fuerzas de aglomeración generados por los trabajadores no agrícolas. Por lo tanto, una disminución sustancial en los costos de transporte da lugar a la aglomeración de las actividades no agrícolas y la expansión de centros urbanos y, eventualmente, del sector de servicios.
Esta ley establece que el progreso de una economía se aprecia fundamentalmente a través del creciente volumen de la población que se dedica a los servicios, dado que la importancia relativa de los sectores económicos se va desplazando desde el sector primario, a través del industrial, hacia el terciario, el cual llega a ser el punto clave del crecimiento
Ambas leyes presuponen o implican la validez de la ley de Engel, de acuerdo a la cual el desarrollo técnico conduce a la disminución de los costos de transportes, lo que tiene el efecto de aumentar los ingresos (o poder de compra de los mismos) de la población en general, lo que conduce a un incremento en la demanda de productos que no son básicos o esenciales para vivir (ver Economía de subsistencia), es decir, un desplazamiento de la demanda de productos agrícolas a los no agrícolas (o manufacturados en su sentido original: aquellos producto del trabajo humano).

## Citas y referencias
1. ↑   Petty W (1690): Political Arithmetick or a Discourse Concerning, The Extent and Value of Lands, People, Buildings: Husbandry, Manufacture, Commerce, Fishery, Artizans, Seamen, Soldiers; Publick Revenues, Interest, Taxes, Superlucration, Registries, Banks, Valuation of Men, Increasing of Seamen, of Militia's, Harbours, Situation, Shipping, Power at Sea, &c. As the same relates to every Country in general, but more particularly to the Territories of His Majesty of Great Britain, and his Neighbours of Holland, Zealand, and France. London
2. ↑   C Clark (1940; revisado en 1957): "Las condiciones del progreso económico"
3. ↑  Yasusada Murata (2006):  Engel's law, Petty's law, and agglomeration
4. ↑   Miguel Ángel Galindo Martín: "Ley de Petty-Clark: El progreso de una economía se observa fundamentalmente por el crecimiento del sector servicios en contraposición a los sectores primarios y secundarios." en  Diccionario de economía aplicada  Ley de Petty-Clark

- Datos: Q9022065